# Châlons-sur-Vesle
Châlons-sur-Vesle é uma comuna francesa na região administrativa do Grande Leste, no departamento de Marne. Estende-se por uma área de 4.45 km², e possui 188 habitantes, segundo o censo de 2018, com uma densidade de 42 hab/km².